# Диас, Армандо
Арма́ндо Ди́ас (итал. Armando Diaz; 5 декабря 1861, Неаполь — 29 февраля 1928, Рим) — военный деятель Италии. По окончании Первой мировой войны получил почётное звание герцога Победы (итал. Duca della Vittoria, 1918). Маршал Италии (4 ноября 1924).

## Биография
С 1881 года — в армии, отличился в ходе экспедиции в Триполи в итало-турецкой войне 1911 года. После войны — на командных должностях в Генштабе. С началом Первой мировой войны занимал пост начальника оперативного отдела Верховного командования. В 1916 году назначен командиром 49-й дивизии. Воевал на Изонцо, отличился при наступлении итальянской армии в ноябре 1916 года. В начале 1917 года назначен командиром 28-го армейского корпуса. В ходе одиннадцатой битвы при Изонцо, его корпус смог прорвать австро-венгерский фронт. В том же году назначен начальником Генштаба. Диасу удалось остановить наступление австро-венгерских войск у Капоретто и предотвратить полный разгром итальянской армии. В конце 1918 года итальянская армия под руководством Диаса начала широкомасштабное наступление, получившее название битвы при Витторио-Венето. В ходе наступления австро-венгерская армия была разгромлена. 3 ноября 1918 года боевые действия на Итальянском фронте были прекращены.
После войны вице-президент Военного совета и военный министр Италии, затем вышел в отставку.